# Katie Carr
Katie Carr (* 1973 in London) ist eine britische Schauspielerin.

## Leben
Große Bekanntheit erlangte Carr durch ihre Rolle der Marion Waldo in der Miniserie Dinotopia und durch die Rolle der Caitlin in Heroes.
Sie war weiter in den Filmen Four Corners of Suburbia, Liebe auf Umwegen und Mrs. Dalloway zu sehen. Im Fernsehen spielte Carr in Die Abenteuer des Odysseus, A Rather English Marriage und Up, Rising mit.
Sie war außerdem in mehreren Bühnenwerken und auch in Werbekampagnen für Gossard, Tango, HP Sauce und Barclays und Baileys zu sehen.
Des Weiteren ist Katie Carr ein beliebtes Unterwäschemodel.

## Filmografie (Auswahl)
- 1996: Der Augenzeuge – Gnadenlos gejagt (The Innocent Sleep)
- 1997: Highlander (TV-Serie, eine Folge)
- 1997: Die Abenteuer des Odysseus (The Odyssey) (TV-Miniserie)
- 1997: The Perfect Blue
- 1997: Mrs. Dalloway
- 1999: One Night Stand
- 2002: Dinotopia (TV-Serie, drei Folgen)
- 2004: Liebe auf Umwegen (Raising Helen)
- 2005: Four Corners of Suburbia
- 2007: Heroes (TV-Serie, sechs Folgen)
- 2008: CSI: NY (TV-Serie, eine Folge)